# Ламменс, Анри
Анри́ Ламме́нс (фр. Henri Lammens; 1 июля 1862, Гент — 23 апреля 1937, Бейрут) — бельгийский арабист, католический миссионер-иезуит. 

## Биография
Сразу после окончания католической школы в городе Тюрнхаут в возрасте 15 лет отбыл в Ливан, где в 1878 году вступил в Орден иезуитов. Изучал арабский, древнегреческий и латинский языки, с 1882 г. сам начал преподавать в Университете св. Иосифа в Бейруте. В 1890—1892 гг. прошёл курс теологии в Уэльсе и по возвращении в Бейрут в 1893 г. был рукоположён в священники. Профессор Университета св. Иосифа в Бейруте (до 1907 г. и затем с 1920 г.) и Папского библейского института в Риме (1908—1912). Начиная с 1930 г. в связи с ухудшающимся здоровьем начал постепенно отходить от дел.

## Научное наследие
Автор около 400 работ по истории раннего ислама и Халифата, истории, этнографии, географии Древней Аравии и Сирии, арабской литературе VII—VIII веков, а также новой истории Ливана и Сирии. Для его работ характерны преувеличенный скептицизм в отношении источников и модернизация социально-экономических отношений. Исследования Ламменса по исламу служили целям антимусульманской пропаганды в пользу католичества.

### Труды
- Remarques sur les mots français dérivés de l’arabe, 1890.
- Études sur le régne du Calife Omaijade Mo’awia I. Beyrouth, 1906.
- Qoran et Tradition: Comment fut composée la vie de Mahomet // Revue des Recherches de Science Religieuse, 1910.
- Fatima et les filles de Mahomet: notes critiques pour l'étude de la Sira. Sumptibus Pontificii instituti biblici, 1912.
- Le Berceau de l’Islam: l’Arabie occidentale à la veille de l’hégire. Ier volume, Le climat, les Bédouins, Romae, Sumptibus Pontificii Instituti Biblici // Scripta Pontificii instituti biblici. Institut biblique pontifical, 1914.
- La Syrie; précis historique (2 vol.). Beyrouth, 1921.
- La cité arabe de Ṭāʿif à la veille de l’Hégire, Beyrouth, Imprimerie catholique // Mélanges de l’Université Saint-Joseph, t. VIII, fasc. 4. 1922, p. 115—327.
- La Mecque à la veille de l’Hégire. Beyrouth, 1924.
- L’Islam, croyances et institutions. Beyrouth, 1926; 1941.
- L’Arabie occidentale avant l’Hégire. Beyrouth, 1928.
- Les sanctuaires pré-islamites dans l’Arabie occidentale // Mélanges de l’Université Saint-Joseph, Beyrouth, t. XI, fasc. 2, 1928.
- Études sur le siècles des Omayyades. Beyrouth, 1930.
- Quelque 80 articles dans l’Encyclopédie de l’Islam (1913—1934).